# Viminacium

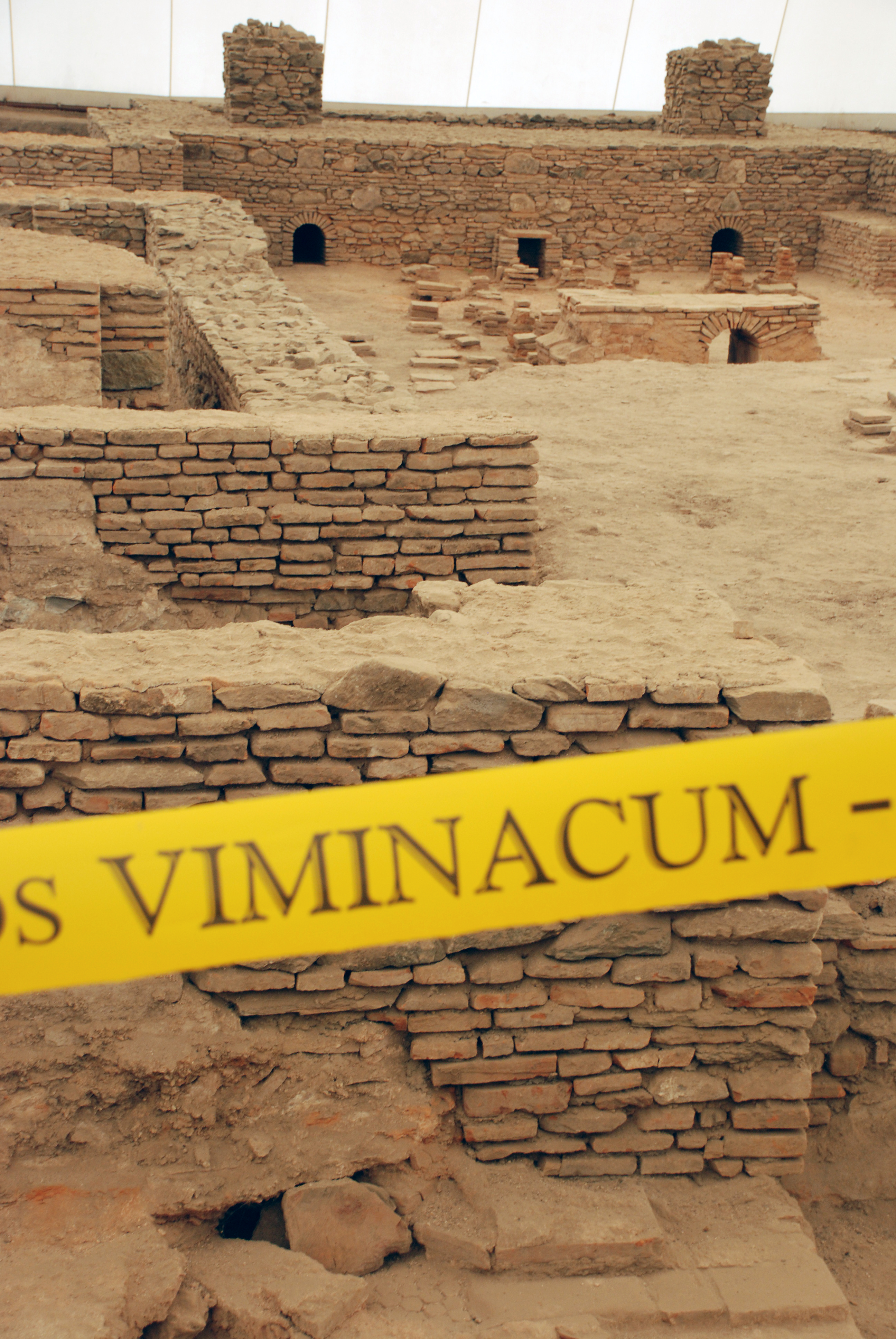
Viminacium romjai Szerbiában, Kostolac mellett.

Viminacium (VIMINACIVM) ókori római város (tartományi főváros) és katonai táborhely volt az egykori Felső Moesiában.

## Fekvése
Szerbia délkeleti részén, Kostolac mellett, a Duna jobb partján fekvő egykori római város és táborhely volt.

## Története

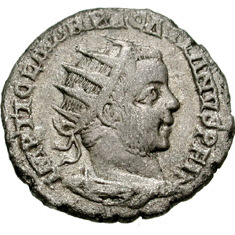
Római pénz Viminaciumból

Viminacium régi, ókori római város és táborhely Felső-Moesiában, a Duna jobb partján vezető úton, Kostolac helyén feküdt. Az egykori várost Nišen (Naissuson) keresztül vivő főút Konstantinápollyal kötötte össze.
A város története az 1. századra nyúlik vissza. Úgy vélik, hogy ekkoriban 
40 000 lakosával korának egyik legnagyobb városa volt.
A város a római hadiút mellett feküdt. Viminaciumot a fennmaradt adatok szerint az 5. században a hunok pusztították el, de később Justinianus újjáépíttette, azonban a 6. századra, a szlávok ideérkezésének idejére, már teljesen elpusztult. Ma 450 hektár területet magába foglaló régészeti lelőhely. Traianus császár is innen indította hadjáratait a dákok ellen. A város, mint egy légió táborhelye, stratégiai jelentőségét később is megtartotta.
A Viminacium nevével vert pénzeken mindkét felső-moesiai legio számai előfordultak. Mindkét légió nyomai egyaránt megtalálhatók Viminaciumban.
A Kr. u. 240–255 között vert pénzeken Col(onia) Vim(inacium) olvasható. „Municipium Aelium Viminacium” az első városjogot Hadrianus császárnak köszönhette. A város nevéről, hatóságairól, papjairól számos felirat is megemlékezik.

## Galéria

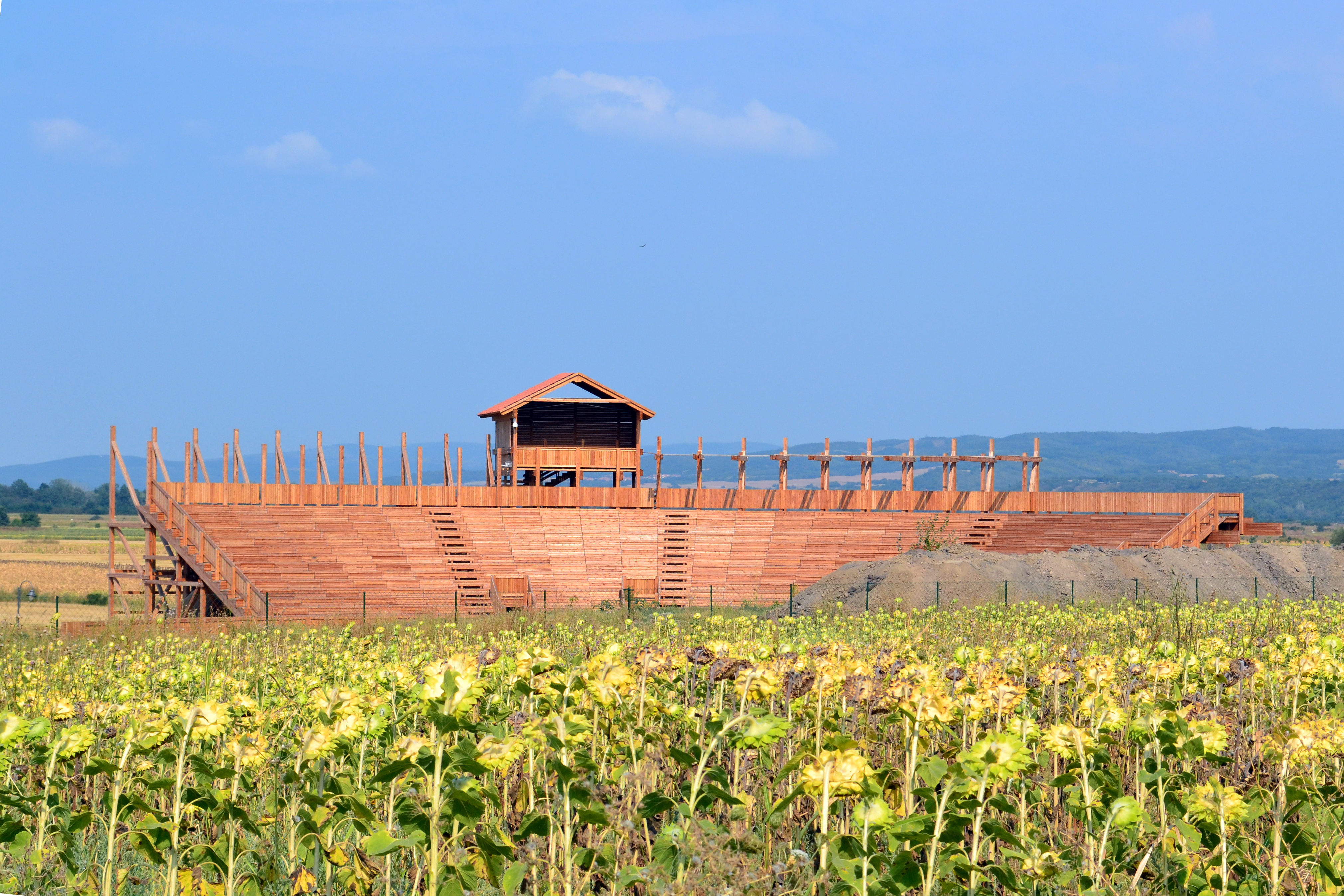
Viminacum rekonstrkciója
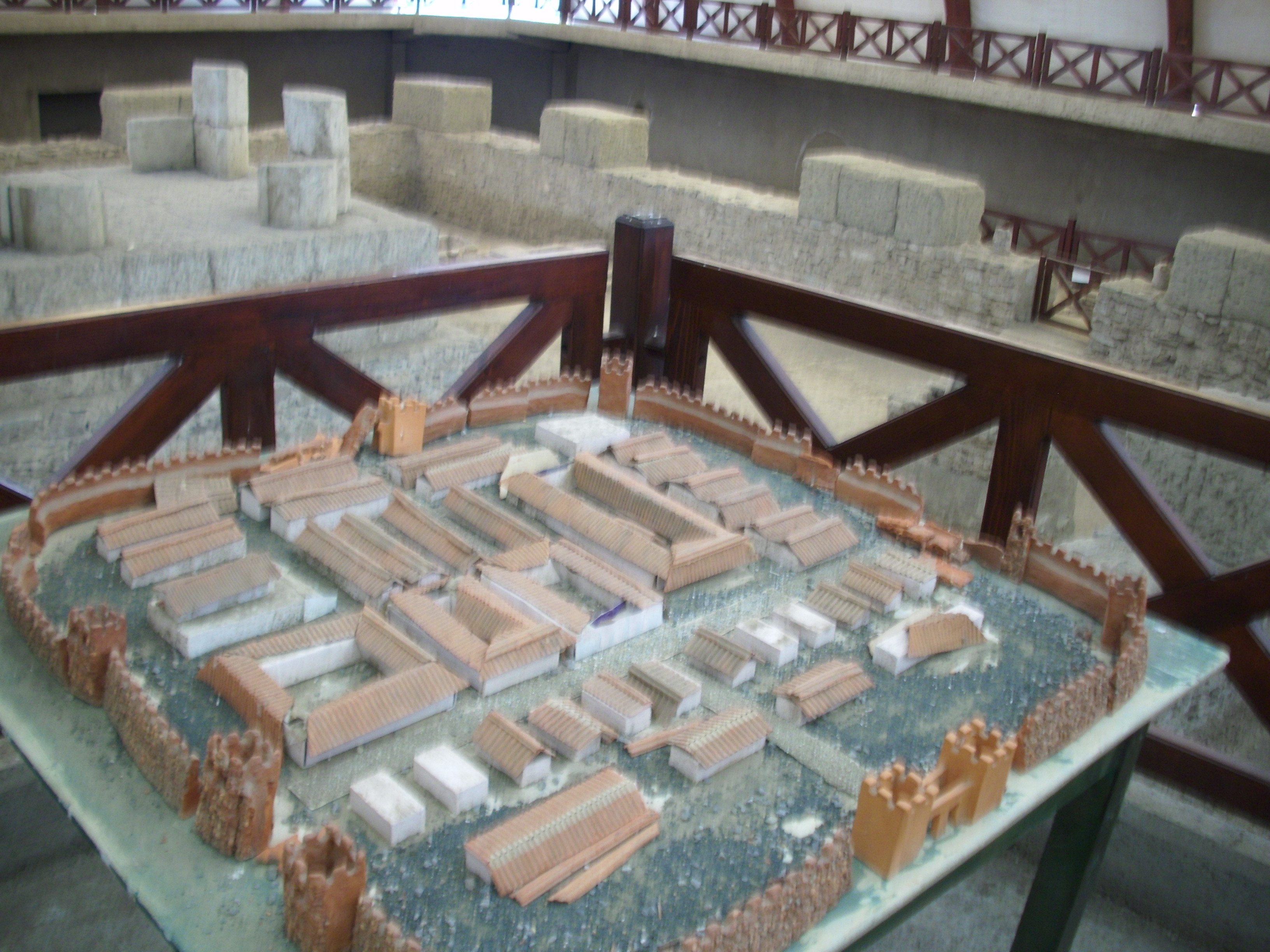
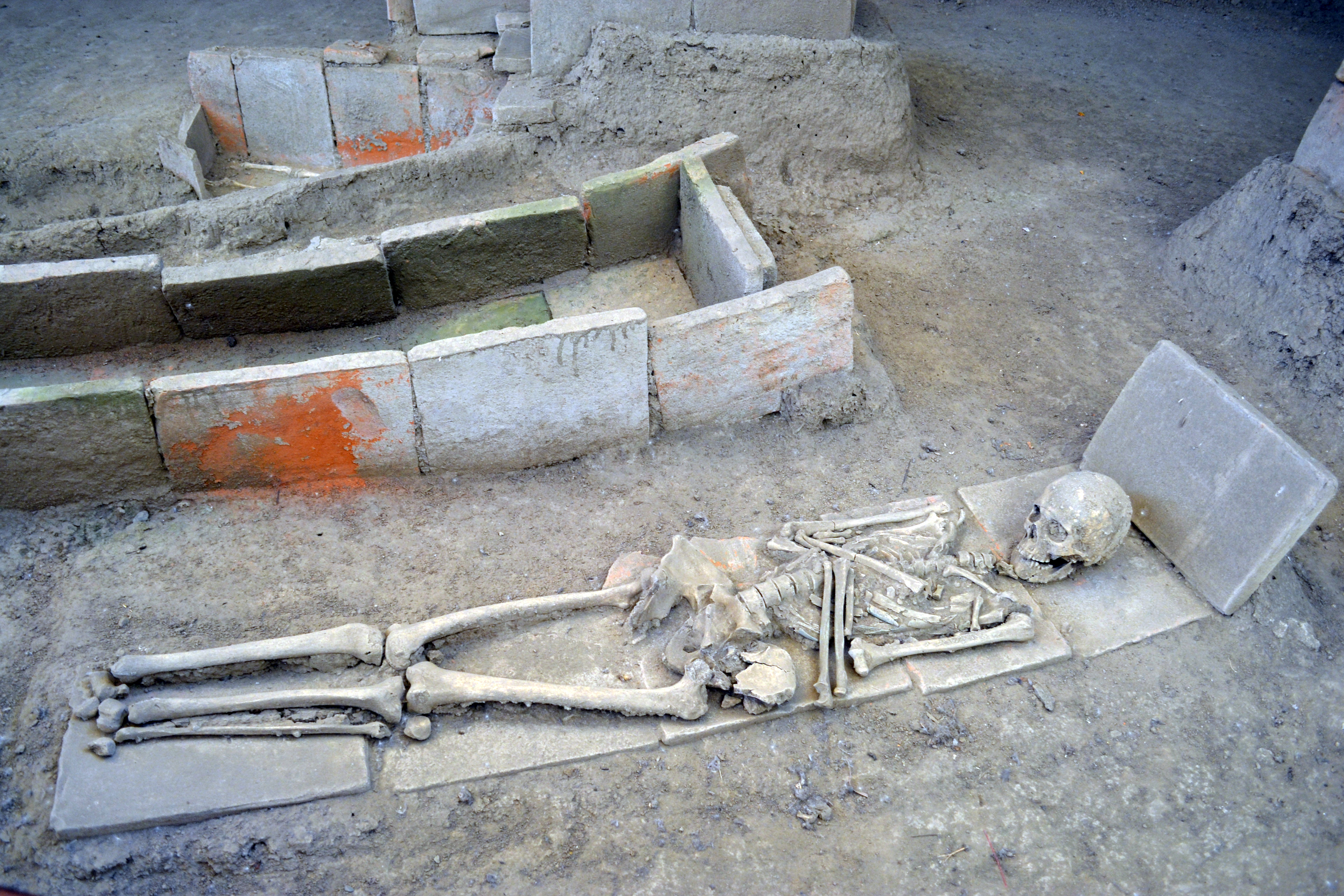
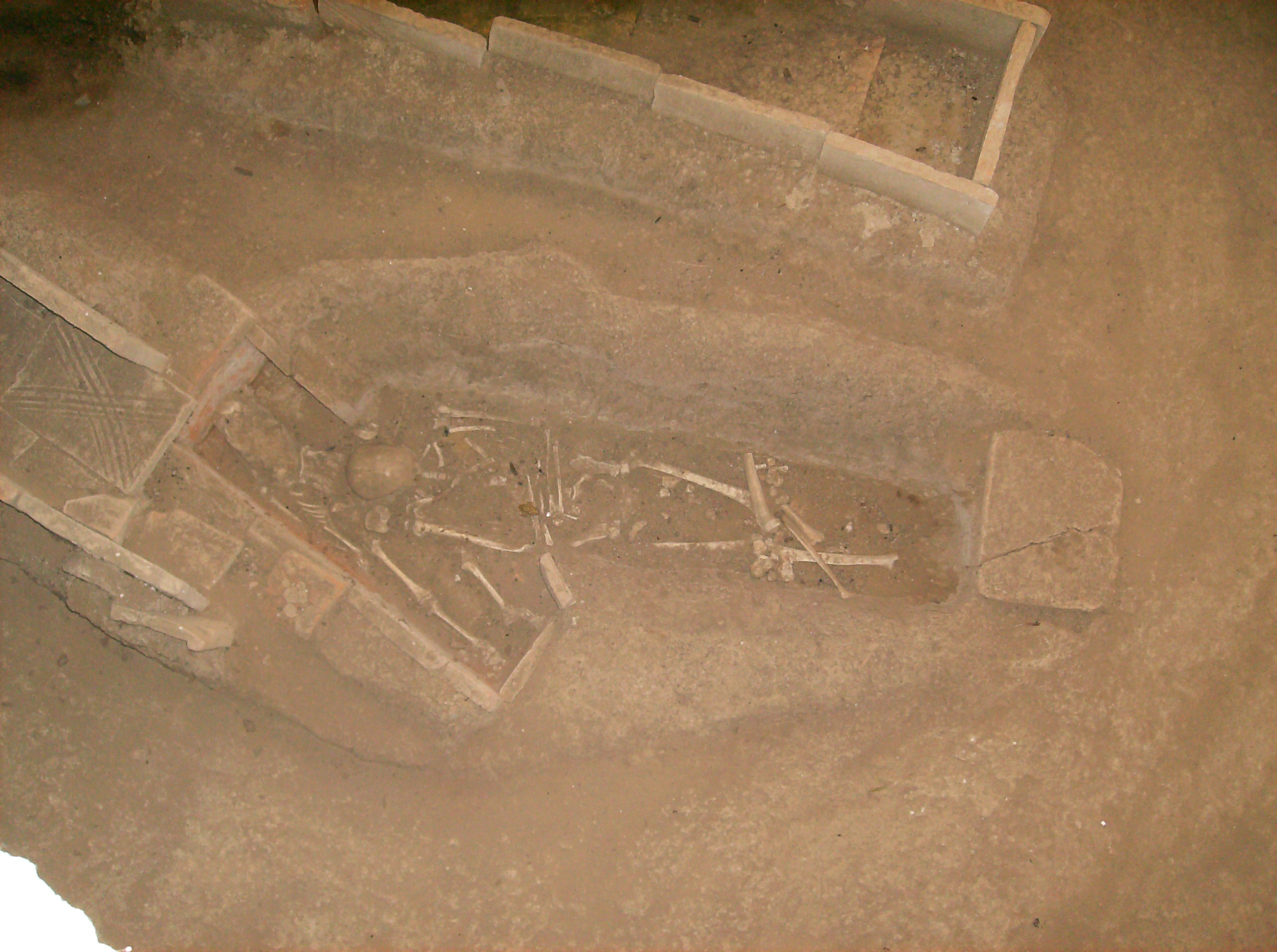
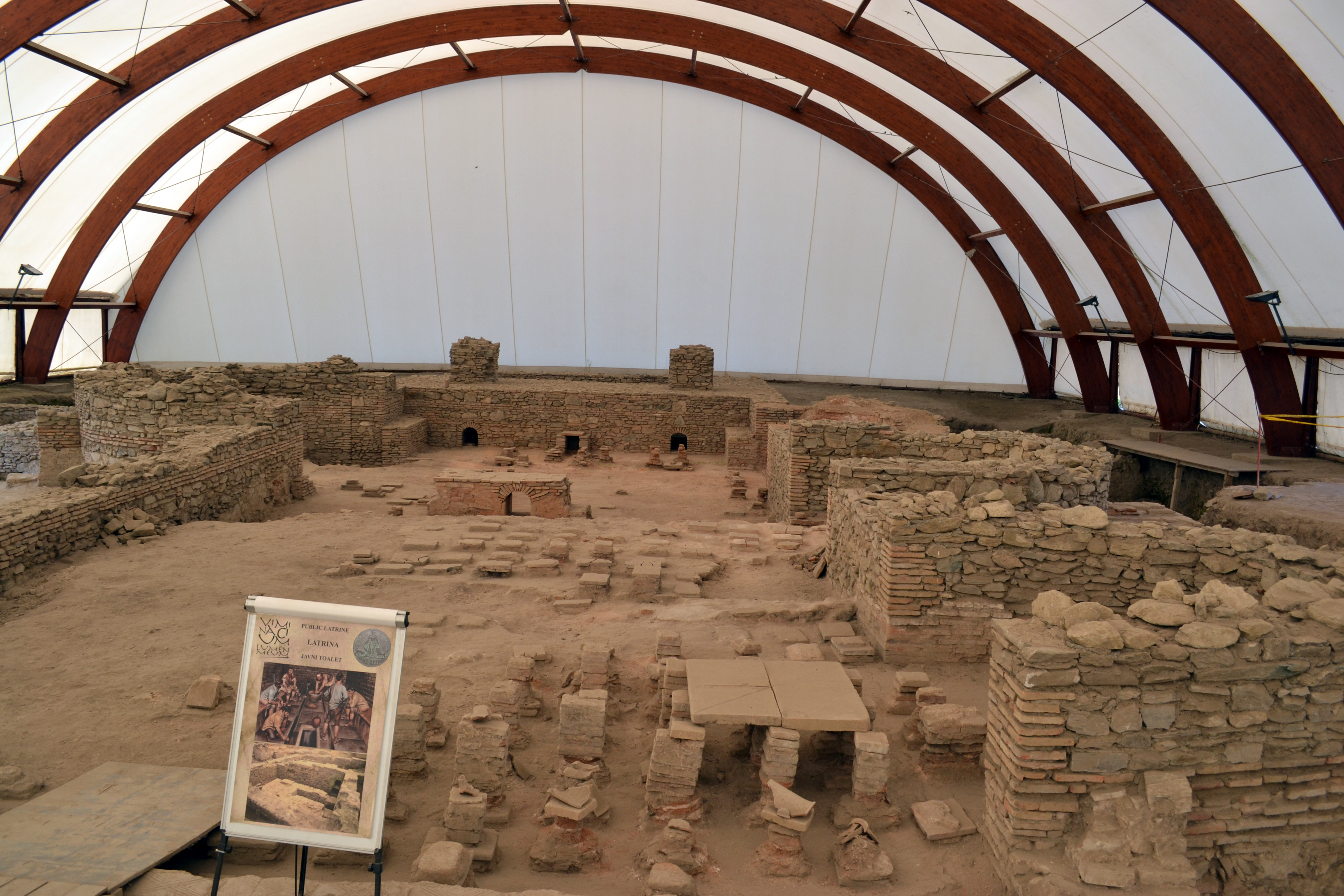
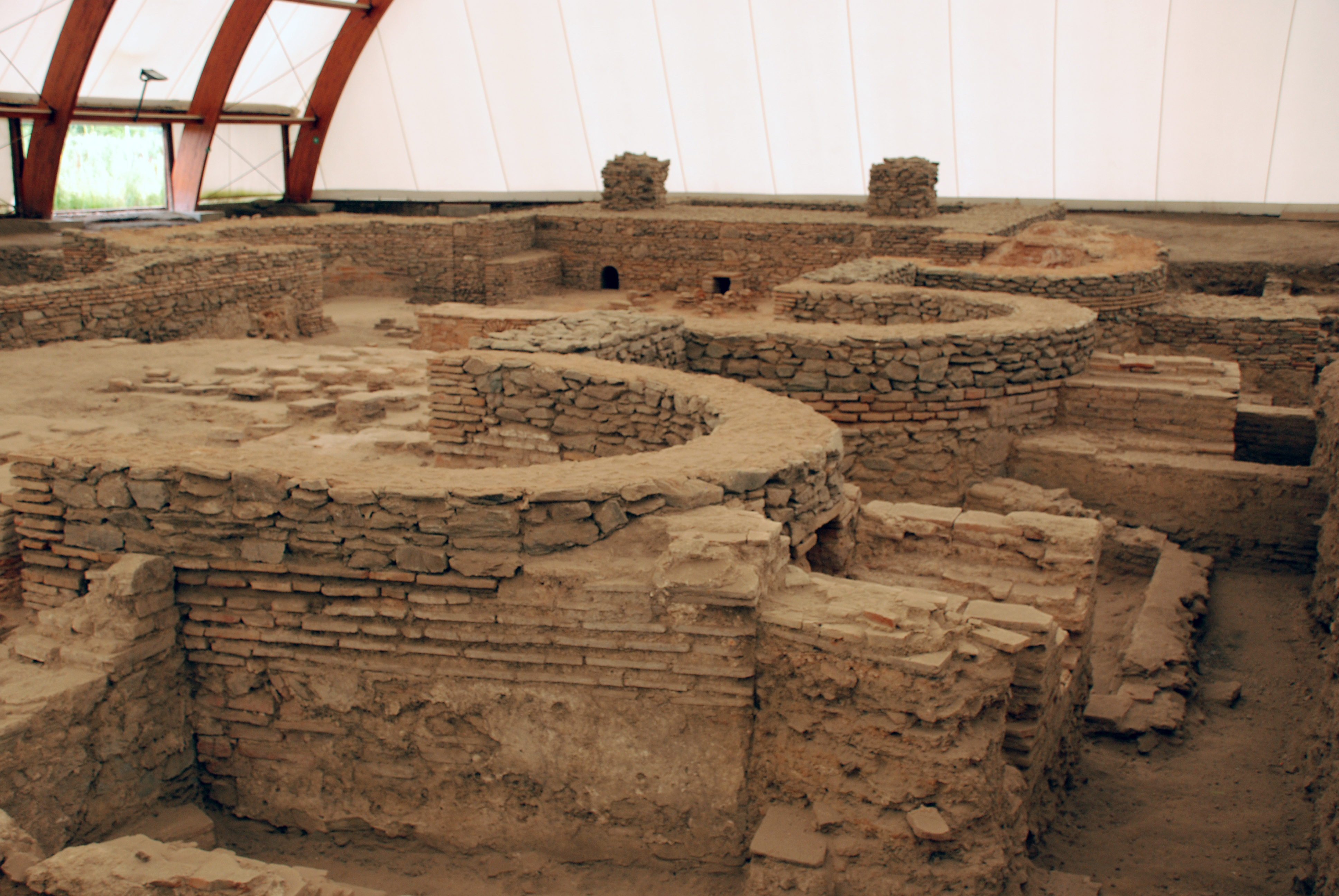
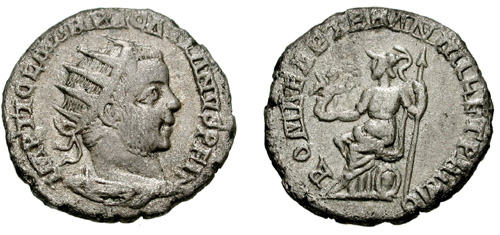
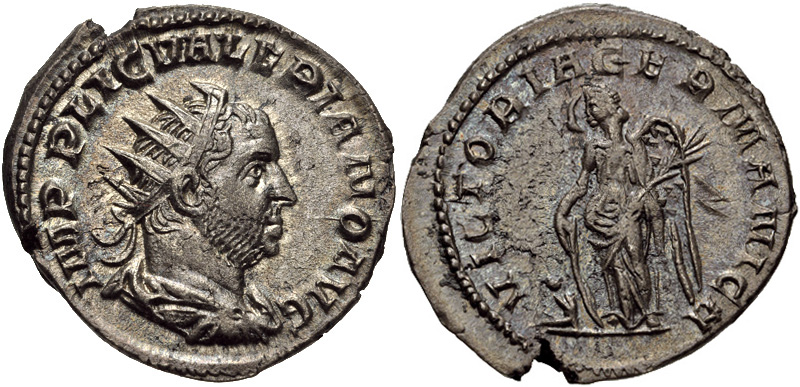
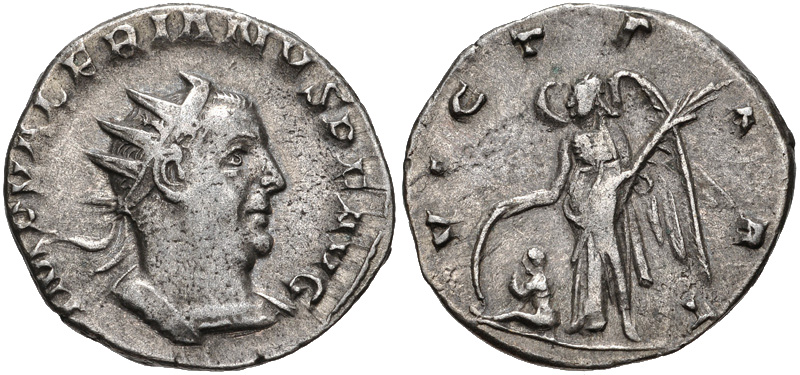